# Daniel Norgren
Lennarth Daniel Norgren (Borås, 18 luglio 1983) è un cantante svedese.

## Biografia
Daniel Norgren ha conseguito il suo primo ingresso nella Sverigetopplistan col secondo album in studio Outskirt, entrato al 30º posto della classifica. Ha poi piazzato Alabursy (2015) alla 39ª posizione.
Ha ottenuto risultati migliori con i dischi The Green Stone (2015) e Wooh Dang (2019), arrivati entrambi nella top 20 nazionale.

## Discografia

### Album in studio
- 2006 – Kerosene Dreams
- 2008 – Outskirt
- 2010 – Horrifying Deatheating Bloodspider
- 2013 – Buck
- 2015 – Alabursy
- 2015 – The Green Stone
- 2019 – Wooh Dang

### Album dal vivo
- 2021 – Live

### EP
- 2011 – Black Vultures

### Singoli
- 2021 – Are We Running Out of Love?
- 2022 – Riding
- 2022 – Going to the City
- 2023 – Ruderunda
- 2023 – The Road